# Брайнин, Валерий Борисович
Вале́рий Бори́сович Бра́йнин (Ви́лли Бра́йнин, также Бра́йнин-Па́ссек, Бра́йнен, Valeri Brainin; род. 27 января 1948, Нижний Тагил) — русский поэт и переводчик, эссеист, культуролог, музыковед, музыкальный педагог, изобретатель, культур-менеджер, композитор.

## Семья и ранние годы
Родился в семье австрийского поэта и переводчика, политэмигранта Бориса Львовича Брайнина, лит. псевдоним Sepp Österreicher, 1905—1996 (из венской семьи Брайнин, давшей многих известных деятелей культуры и науки), и детского врача Аси Ильиничны Брайниной, урожд. Пассек, 1919—2005.
В. Б. Брайнин получил математическое (спец. мат. школа, золотая медаль, победитель и призёр мат. олимпиад; учителем математики, оказавшим на В. Б. Брайнина большое влияние, был Борис Соломонович Гельруд), лингвистическое (ин.-яз. пединститута), композиторское (муз. училище, класс композиции О. А. Головиной, с отличием) и музыкально-педагогическое (пед. университет, с отличием) образование. Был исключён из Нижнетагильского педагогического института за правозащитную деятельность в 1970. До 1970 руководил литературной студией Нижнетагильского городского и районного домов пионеров и школьников, участвовал в деятельности литературной студии при Нижнетагильской городской библиотеке в качестве одного из руководителей. Во время учёбы в Свердловске был членом городского лит. объединения, организовал поэтический клуб им. Пабло Неруды при Уральской консерватории, исполнялся как композитор на городских площадках и по Всесоюзному радио на радиостанции «Юность». После переезда в Москву исполнялся в том числе в Большом театре (струнный квартет № 2 на концерте молодых композиторов в Бетховенском зале, исполнен солистами оркестра Большого театра). Брал уроки оркестровки у Л. В. Фейгина. Сочинял вокальную, камерную и симфоническую музыку, музыку для театра.
Дети В. Б. Брайнина — психолог Андреева, Кристина Валерьевна (1971—1997), музыкальный педагог Брайнин, Агата Валерьевна (род. 1973), Брайнин, Вилли (мл.) (William Braynen, род. 1977), доктор философии, композитор (как Will Braynen), живёт в США. Сестра В. Б. Брайнина, Лидия (род. 1950), живёт в США.

## Известные родственники
- Макс Брайнин, австрийско-американский рекламный график
- Михаэль Брайнин, австрийский учёный-нейролог
- Норберт Брайнин, австрийско-британский скрипач, основатель квартета «Амадеус»
- Рувим Брайнин, еврейский публицист и общественный деятель
- Харальд Брайнин, австрийский поэт и писатель
- Фриц (Фредерик) Брайнин[нем.], австрийско-американский поэт[26]
- Элизабет Брайнин[нем.], австрийский психоаналитик и учёный

см. также Брайнин

## Литературная деятельность
Член Московского клуба «Поэзия» («метареалист второго призыва», по определению Ю.Арабова). В возрасте 15 лет участвовал в Молдавском республиканском литературном конкурсе, занял 2-е место, выступил по Кишинёвскому телевидению со своими стихами. Начал публиковаться с 16 лет (газета «На смену!», Свердловск). Первая всесоюзная публикация состоялась в ленинградском журнале «Костёр» (1966, № 9) при поддержке тогдашнего редактора отдела Льва Лосева и Льва Мочалова. В 1979 имела место публикация стихов на русском с переводом на сербско-хорватский в югославском журнале «Кораци» № 5-6, с. 20-25 (переводчик Милан Вукович, публикатор и автор предисловия Драгиша Витошевич). Следующая публикация состоялась в 1980 («Московский комсомолец») и сопровождалась отзывом А.Тарковского, длительное общение с которым оказало на Брайнина влияние. Следующая публикация состоялась в 1989 («Дружба народов»). С 1990 публиковался в журналах «Знамя», «Новый мир», «Арион», «Огонёк», «Грани», «22», «Новый журнал», «Партизан Ревью» (на англ.) и др., в антологиях «Строфы века» (сост. Е.Евтушенко) и «Строфы века-2» (сост. Е.Витковский). Регулярные выступления с эссеистикой на Радио «Свобода» и Би-би-си (1991—2000).
- Брайнин-Пассек, В. К нежной варварской речи. Стихотворения. Составитель Михаил Безродный. Предисловие Юрия Арабова. — СПб.: Алетейя, 2009. — 94 c. — (Серия «Русское зарубежье. Коллекция поэзии и прозы»). ISBN 978-5-91419-277-5[35]

## Музыкально-педагогическая и научная деятельность
Автор музыкально-педагогической системы "Развитие музыкального интеллекта у детей", базирующейся на идеях семиотики, теории информации, структурной лингвистики, детской психологии (Ж.Пиаже, Л.Выготский), а также на идеях, инспирированных практическими методами развития музыкального слуха и музыкального мышления: «абсолютное» сольфеджио, релятивная сольмизация Сары Энн Гловер, Джона Кёрвена, Агнес Хундеггер, Золтана Кодая, Карла Орфа, Рихарда Мюнниха, эстонского хормейстера Хейно Кальюсте, болгарская «Столбица» Бориса Тричкова, ритмическая сольмизация «Гален—Пари—Шеве», Эдвина Гордона. Основной целью системы Брайнина является развитие опережающего (прогнозирующего) музыкального восприятия у потенциального слушателя серьёзной музыки и/или профессионального музыканта. Он также является известным детским фортепьянным педагогом. Среди учеников Брайнина лауреаты национальных и международных конкурсов.
Автор концепции эволюции музыкальной звуковысотной системы и происхождения микрохроматики.
Автор концепции взаимнооднозначного соответствия цветов спектра и ступеней модальных ладов (см. Цветной слух).
Автор культурологической концепции «Новая классика» (публикации в «Независимой газете», в журнале «Новый мир искусства», в «Neue Musikzeitung» и др.).
Научные работы и эссеистика опубликованы в Австрии, Германии, Италии, Малайзии, Нидерландах, России, Украине, Франции, ЮАР. Архив В. Б. Брайнина хранится в Бременском университете.

## Профессиональная и общественная деятельность
С 1974 до 1990 преподавал по своему методу в Тираспольском музыкальном училище и в Московской средней специальной музыкальной школе им. Гнесиных.
Приглашённый профессор Венской Высшей школы музыки и исполнительского искусства (1992), Высшей школы музыки «Моцартеум» в Зальцбурге (1993), Центра по исследованиям в музыкальной дидактике (итал.) во Флоренции/Фьезоле (1992—1995), Колумбийского технолого-педагогического университета (2005), Университета Сассари (2012), Conservatorio Luigi Canepa (2012) и др.
Инициатор, организатор, координатор жюри международного конкурса музыкантов-исполнителей Classica Nova™(музыка XX века, первый конкурс посвящён памяти Шостаковича, Ганновер 1997, признан Книгой рекордов Гиннеса в качестве крупнейшего музыкального конкурса).
C 2004 по 2014 — президент РОСИСМЕ (Российской общенациональной секции ИСМЕ (ISME — International Society for Music Education — Международное общество музыкального образования при Международном музыкальном совете ЮНЕСКО).
С 2014 года — Почётный президент РОСИСМЕ.
Брайнин дважды (2006, 2008) номинировался в Совет директоров ИСМЕ. Способствовал восстановлению традиции, прерванной распадом СССР, когда прекратила своё существование Советская секция ИСМЕ, основанная Д. Б. Кабалевским.
Артистический директор международной сети музыкальных школ в ФРГ, Украине, России, Белоруссии, Италии, Швейцарии, США (Ганновер, Франкфурт-на-Майне, Хальтерн-ам-Зее, Дортмунд, Альпнахштадт, Киев, Минск, Москва, Нижний Тагил, Сиэтл, Реджо-ди-Калабрия и др.).

## Научные общества и творческие союзы
Действительный член (академик) Международной академии наук педагогического образования
Член Deutsche Gesellschaft für Musikpsychologie (нем.) (англ.)
Член Deutscher Tonkünstlerveband (нем.)
Член International Society for Music Education

### Отзывы (на русском)
- А.Тарковский. Врезка к публикации в «Московском комсомольце» и к несостоявшейся тогда же публикации в «Литературной газете» (1979, факсимиле)
- Д.Лихачёв. Письмо Г.Попову (1989, факсимиле)
- В.Медушевский. Рецензия на "Курс музыкального языка В.Брайнина (1990, факсимиле)
- С.Губайдулина. Предисловие к «Курсу музыкального языка» В.Брайнина (1991, факсимиле) (1-я страница), (2-я страница)
- Н.Кононов. Выступление в Музее Ахматовой в C.-Петербурге 4 июня 2003
- А.Кушнер. Выступление в Музее Ахматовой в С.-Петербурге 4 июня 2003
- А.Кушнер. Предисловие к публикации В.Брайнина-Пассека в журнале «Крещатик»

### Другие источники
- Надя Делаланд. Вилли Брайнин-Пассек: «Моя антисоветскость в СССР была проявлением советскости». // Лиterraтура, март 2017, № 93
- Надя Делаланд. Без обоймы. Вилли Брайнин-Пассек о Тарковском, тщете известности и лени к лицедейству. // Независимая газета, 12.02.2015
- Галина Погожева. Когда такие люди… // Эмигрантская лира, 2014 № 4(8).
- Марина Гарбер. Музыкант в поэзии. // Интерпоэзия, 2013 № 4.
- Рецензия Майи Шварцман на книгу «К нежной варварской речи» и интервью с В. Брайниным-Пассеком в газете «Интеллигент», СПб., 2012, № 1.
- Майя Шварцман. Беседа с B. Брайниным-Пассеком о поэзии и не только, // Мир Муз, 25 июня 2014.
- Виктор Фридман. «Джаз в моей жизни» // «Джаз.ру». — 2013. — № 51(5). — С. 24-31. — ISSN 19970994. Онлайн:
- Виктор Фридман. «Моя дивергенция». — М.: изд-во «Новый ключ», 2014, 168 с. — ISBN 978-5-7082-0409-7
- Михаил Сипер. Мемуары
- Михаил Сипер. Время собирать камни. — М.: Российский писатель. — 2019. — ISBN 978-5-91642-208-5. — С. 157—161
- Tichomirova E. Russische zeitgenössische Schriftsteller in Deutschland. Ein Nachschlagewerk. Hg. von E. Tichomirova unter Mitwirkung von U. Scholz. — München: Verlag Otto Sagner, 1998. Онлайн:
- Maria Gorecki Nowak. The American Bibliography of Slavic and East European Studies 1994. — Publisher: M. E. Sharpe, 1997. ISBN 1-56324-751-8
- Чупринин С. Новая Россия. Мир литературы. Энциклопедический словарь-справочник. В 2 томах. Том 1. — М., Вагриус, 2002, ISBN 5-7905-1662-9
- Чупринин С. Русская литература сегодня. Зарубежье. — М., Время, 2008, ISBN 978-5-9691-0292-7
- Огрызко В. В. Русские писатели. Современная эпоха. Лексикон: Эскиз будущей энциклопедии. — М.: Литературная Россия, 2004. — 560 с. — 2000 экз. — ISBN 5-7809-0062-9
- Померанцев И. Радио «С»: Книга радиосюжетов. — М.: МК-Периодика, 2002, ISBN 5-94669-019-1 (с. 199)
- Крымский альбом 2003. Историко-краеведческий и литературно-художественный альманах. Т. 8. — Феодосия-М., 2004 (с. 199)
- Music Pedagogical Education between the 20th and 21st Centuries (Eds.: V.L.Matrosov, A.V.Lubkov, E.B.Abdullin, V.B.Brainin, A.Patterson, S.A.Gilmanov, E.V.Nikolaeva, J.Thönell, Yu.V.Stepnyak, G.M.Tsypin). — Moscow—Khanty-Mansiysk, 2004. ISBN 5-94845-073-2
- http://www.ippolitovka.ru/docs/gazeta/november2009.pdf
- В. Брайнин. Современный слушатель серьёзной музыки — кто он? // Южно-Российский музыкальный альманах. — Ростов-на-Дону, 2007, с. 73-76
- В.Брайнин-Пассек. Биография
- В.Брайнин-Пассек. Литературные сочинения
- Who is Who in der Bundesrepublik Deutschland (нем.)
- WP-Personeninfo